# Creunitz
Creunitz ist ein Ortsteil der Stadt Gräfenthal im Landkreis Saalfeld-Rudolstadt in Thüringen.

## Lage
Creunitz liegt südwestlich von Gräfenthal. Der Weiler ist über die Landesstraße 1150 und Kreisstraße 175 zu erreichen. Die kupierte und teilweise terrassenmäßig angelegte Gemarkung des Weilers befindet sich in einer typischen Mittelgebirgslandschaft im Thüringer Schiefergebirge. Sie ist durch Tal-, Hang- und Höhenlagen gekennzeichnet. Rodungsinseln und -flächen sind immer noch erkennbar. Vom Weiler gehen Wanderwege in das Aubachtal und über den  Rennsteig nach Spechtsbrunn, vorbei am Steinernen Reiter als Rastplatz mit einer Sage umwoben.

## Geschichte
Am 23. April 1394 wurde der Weiler erstmals urkundlich erwähnt.
54 Personen bewohnen den Weiler.

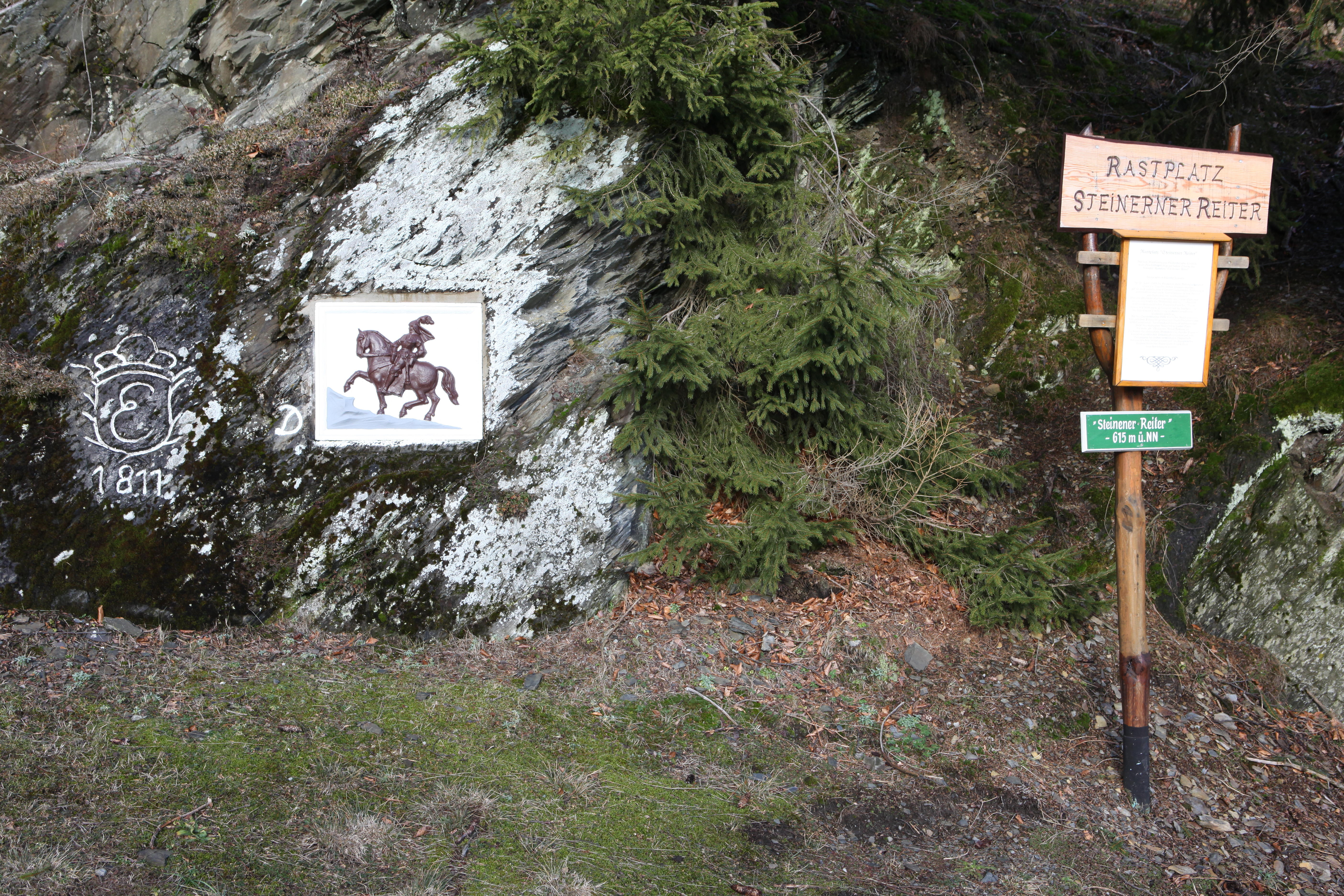
Rastplatz Steinerner Reiter

Creunitz lag im Mittelalter an der viel befahrenen, sogenannten „Judenbacher Straße“, einem unwegsamen Abschnitt der einstigen Heer- und Handelsstraße zwischen Nürnberg und Leipzig. Die Creunitzer und ihre Nachbarn aus Spechtsbrunn, Gräfenthal, Meernach und Buchbach waren über Generationen Fuhrleute oder Waldarbeiter.  Am 15. Dezember Jahre 1806 trat Sachsen-Coburg-Saalfeld mit den übrigen ernestinischen Fürstentümern dem Rheinbund bei. Vom November 1806 bis zum Frieden von Tilsit im Juli 1807 war das Fürstentum  französisch besetzt. Die napoleonische Besatzungsmacht zwang den Landesvater, Herzog Franz von Sachsen-Coburg Saalfeld eine neu trassierte Militärstraße nach französischen Vorgaben zu bauen, die jedoch nie fertiggestellt wurde. Am Vogelherd, am Buchbach und an der Felswand der Gemeindekuppe bei Creunitz sind heute noch deutliche Spuren der Bau- und Sprengarbeiten zu erkennen. Der sogenannte „Steinerne Reiter“ wurde 1811 von einem Unbekannten aus dem Schieferfelsen gehauen, das rasch verwitterte Bildnis wurde nach dem Ersten Weltkrieg durch Vandalismus schwerst beschädigt. Der Gräfenthaler Modelleur Schubert wurde nach 1920 mit der Anfertigung einer Kopie aus Zementguss beauftragt.
Im Schieferbruch von Creunitz wurde durch Geologen Silurischer Alaunschiefer bestimmt, er enthält seltene Fossilien von Graptolithen der Gattung Abiesgraptus.